# Gran Depresión en Argentina
Argentina sufrió la Gran Depresión el 24 de octubre de 1929, también conocido como «Jueves Negro», cuando se produjo la quiebra del mercado de la Bolsa de valores de Nueva York. Los países latinoamericanos como Argentina se vieron afectados crucialmente y tuvieron que abandonar el uso del patrón oro para sus transacciones comerciales, lo que implicó una dificultad para realizar el comercio internacional en forma multilateral, entre muchas otras consecuencias negativas para la economía argentina.

## Antecedentes
Este país ocultaba ya variables que lo llevarían a la crisis que le sería muy difícil salir. Las agrupaciones de las tierras eran muy extensas para un solo terrateniente, hablando de varias hectáreas siendo así mucho más difícil la ágil y mejor distribución.
Ejemplo de esto lo podemos ver en el caso estadounidense el cual se caracterizó por su repartición igualitarias de un grupo extenso de dueños de tierras los cuales se lograron repartir de manera más equitativa los recursos naturales logrando altos niveles de ingresos y producción de productos agrícolas los cuales luego podrán producir en masa para la población incrementada dedicada a la industria. En Argentina, en cambio, no fue así, ya que la libre explotación de la tierra únicamente para los colonos y no para los inversionistas extranjeros causó que los argentinos invirtieran en lo más mínimo tratando de equilibrar sus precios con los de un mundo de comercio internacional. Las exportaciones tuvieron que ser especializadas deteniendo a los dueños de invertir en otras áreas (Nogueira, 2010). Al detener sus ingresos y no hacer crecer mucho más el potencial de sus empresas lo único que logró fue detener la expansión de este mercado y el desarrollo agrícola se vio entorpecido.
Desde la crisis financiera de 1929, las relaciones económicas entre países vivieron un período de acomodación que creó diferentes vínculos bilaterales entre la oferta y la demanda de diferentes productos. Simultáneo al estallido de la crisis, un puerto de ultramar de la región central de la provincia de Buenos Aires, Argentina, comenzó como exportador de granos. Tras la ruptura, en la región pampeana argentina, el vínculo novedoso con el mercado externo produjo una vigorosa economía agroexportadora en torno al hinterland de Buenos Aires.
Entraron en acción los efectos de la Primera Guerra Mundial (1914-1918) y la Gran Depresión (1929), creando una tensión entre los sectores vinculados a la producción y a la distribución. La resolución de estas tensiones tuvo efectos especialmente en la cadena productiva y de comercialización, afectando de diversa forma a la totalidad de los factores productivos y a las relaciones sociales vinculadas a ellos. En efecto, durante la década de 1930, la agricultura argentina se vio sometida a un proceso de estancamiento y caída de su producción, constatable en la estadística. Sin embargo, como argumenta el sociólogo rural Osvaldo Barsky (Barsky et al., 1988, págs. 31-32), no existe una visión articulada de sus causas como consecuencia de la escasa investigación histórica específica sobre este período en lo referente al sector agrario.

## Desarrollo
A fines de la década de los 20 en Argentina existía un ambiente de estabilidad y progreso la teoría económica clásica predecía que en el fin de la expansión de los ciclos económicos debía ser precedido por una progresiva alza de precios, ya que, a raíz de la demanda generada por la misma expansión, comenzarían a escasear las materias primas y la mano de obra. Como nada de esto ocurría, no había de qué preocuparse. Por el contrario, los beneficios acumulados eran muy altos; esto se dio debido a que las innovaciones tecnológicas habían aumentado la productividad, las fusiones redujeron la competencia, los sindicatos eran débiles y el sistema impositivo era favorable a la industria.[cita requerida]
A partir de 1928 una parte creciente de los dividendos se utilizó en la especulación en el mercado de valores, desatando una euforia especulativa que acaparó la atención y el dinero mundial.
Con la Gran Depresión, se generó una cierta desconfianza ante el sistema capitalista, de la misma manera, los países abandonaron el uso del patrón oro para sus transacciones comerciales, lo que implicó una dificultad para realizar el comercio internacional en forma multilateral. La crisis internacional generó una caída de los precios argentinos de mercancía agropecuarias del 40 % ya que Argentina, al depender fuertemente de las exportaciones, se vio brutalmente afectada.
La explicación a lo que le pasó a Argentina es que las empresas comerciales estadounidenses y extranjeras las cuales financiaban sus compras de bienes de capital mediante la emisión de acciones, al no poder emitir más acciones porque los precios de estas estaban muy bajos, suspendieron las inversiones en máquinas, equipos y construcciones. Al caer la inversión en activos físicos, se produjo el efecto multiplicador de dicha caída sobre toda la actividad económica y el empleo. El desempleo y la caída del poder de compra determinó que las empresas no pudieran vender sus productos industriales y en consecuencia tuvieron que despedir más personal aún.

### La Gran Guerra y la época de los años 20

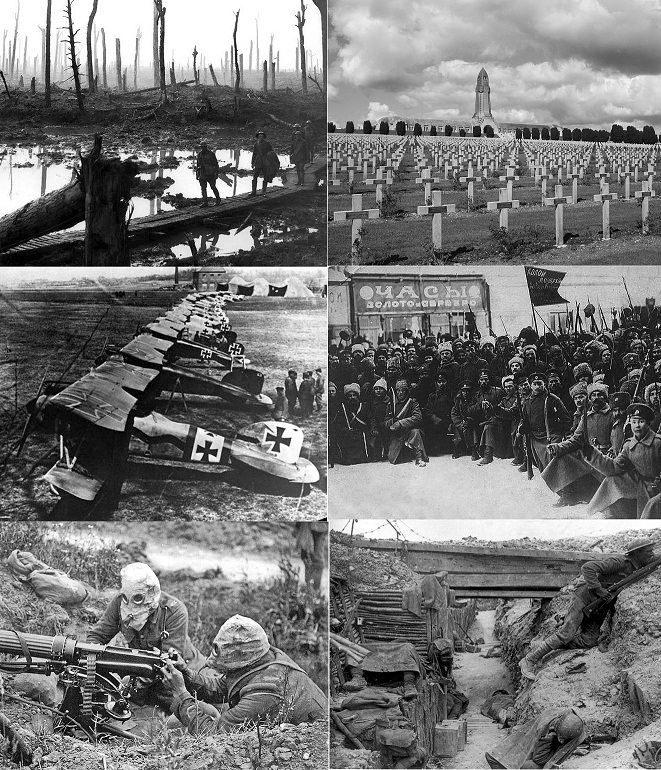
Primera Guerra Mundial

La Primera Guerra Mundial tuvo muchas repercusiones perjudiciales para Latinoamérica, en Argentina sin embargo el efecto no fue tan crucial, de hecho se pudo recuperar cerca de 1917. Este Estado jurídico llegó así hasta la economía de 1929, época en la que hubo muchos cambios negativos. En ese momento era el principal exportador mundial de carne congelada, maíz, avena y linaza.
También ese año, se ubicaba dentro de las diez naciones más ricas del planeta en términos de ingreso per cápita, y poseía más automóviles por habitante que Gran Bretaña. Una de las principales variables que disminuyó de manera considerable fue la oferta de tierras disponibles ya que se hizo imposible la adhesión de nuevas tierras cultivables esto de hecho fue una de las razones por las que expertos suponen que termina el periodo de expansión, se dio en una época donde la mecanización de la agricultura se estaba desarrollando y se volvían cada vez más valiosos los diferentes tipos de ganado (Rojas, 2002).[cita requerida]
La ganadería y agricultura se empezó a transformar en la base de sus exportaciones, lo que explica el por qué se ve tan afectada y sensible ante la crisis de 1929. Sus principales compradores son Estados Unidos, Canadá y Australia.
Cuando más se necesitaban grandes inversiones, el sector agrícola fue utilizado como la caja fuerte del país y de esa manera fue drenado de su excedente económico, al mismo tiempo que los sectores agrícolas de países rivales se modernizaban rápidamente[cita requerida]. Los acontecimientos, como por ejemplo, que ganara las elecciones La Unión Cívica Radical, la cual era encabezada por Hipólito Yrigoyen (de pensamientos radicales), dieron pie a la toma del Estado por el ejército, encabezado por el general José Félix Uriburu. Después de esto Argentina entró en una etapa de agudos conflictos, corrupción y violencia. Es importante mencionarlo ya que gracias al crack del 29 el partido se vio amenazado por su incompetencia al no tomar medidas inmediatas. Toda esta situación causó divisiones entre los radicales, inspirando ya poca credibilidad como fuerza de gobierno. Los conflictos sociales entre la clase obrera argentina y los radicales llegaron a ser muy violentos y desastrosos. Por ejemplo, en 1918 sucedió la “Semana Trágica”, los cuales fueron enfrentamientos entre los huelguistas y la policía represiva. A lo largo de esa década hubo muchas huelgas de trabajadores. Esto afectó mucho la relación entre el Estado y la clase obrera, lo cual tendrá su repercusión en la época de crisis.

### Desarrollo industrial interrumpido
El desarrollo industrial antes de los años de 1930 fue también muy importante para la recuperación de finales del siglo XX y la creación de las reformas estructurales. Ya se tienen desde finales de la guerra mundial inicios de industrialización desarrollo que no paró hasta 1929, en estas épocas de esplendor veíamos tasa altas de empleo en el sector industrial de hecho cerca del 30 % de la población laboraba en la industria. Aunque la industria fue muy importante en sus inicios de esta nación tuvo también muchas dificultades por instancia los altos costos de transporte, las largas distancias y el tiempo fueron de los mayores retos para interconectar a una industria floreciente tanto nacional como internacionalmente. Los principales impulsores para integrarse a un mercado industrial fueron la demanda creciente del mercado y la capacidad de capital que suponía altos ingresos en vez de mantener su economía basada en la artesanía y producción doméstica. Así vemos que cerca de la Primera Guerra Mundial las industrias de comestibles, textiles, cueros y madereras representaban más de dos tercios del empleo industrial y cerca del 80 por ciento del valor total de la producción industrial argentina hacia comienzos de la Primera Guerra Mundial. A causa de que el capital venía de los inmigrantes extranjeros los cuales tenían conflictos en explorar otro tipo de industrias ya que estas últimas eran las más productivas, a falta de experiencia estos inversionistas tardíamente brindaron a Argentina de una industria joven que ya era pasado para potencias como Inglaterra y Estados Unidos. A pesar de ello, tal como hemos visto, ni el retraso industrial ni la dependencia de maquinaria, bienes industriales semimanufacturados y materia prima importada constituyó un obstáculo para un vasto establecimiento de industrias tanto en Buenos Aires como en las urbes provinciales más dinámicas, como Santa Fe, Rosario y Córdoba.
La dependencia de importaciones de maquinaria, materias primas y bienes semiterminados fue extremadamente fuerte y toda la industria iba enfocada en exportar bienes principalmente agrícolas y de ganadería entre los años de 1900 y 1929. Así la dependencia de las importaciones en el sector industrial de no poder fabricar ni sus propios prerrequisitos de maquinaria y el sustento en divisas de este sector exportador hacen que su economía caiga en la industrialización introvertida, propio modelo que depende al cien por ciento de los recursos naturales y de la producción de los sectores agroganaderos mismo. Ello puede explicar porque las estructuras industriales en extremo introvertidas y protegidas como la de Argentina son al mismo tiempo tan vulnerables a impactos externos como las fluctuaciones, crisis entre otras perturbaciones.

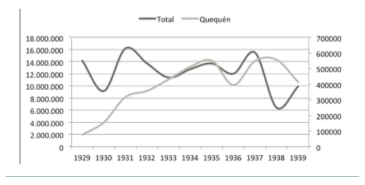
Figura 1. Exportaciones de cereales y lino en Argentina (eje principal) y en Quequén (eje secundario) por toneladas, 1929-1939

### Exportaciones agrícolas
La historiografía económica argentina deduce que el estallido de la Gran Depresión marcó el comienzo de una extenso desarrollo de dificultades y estancamiento. Además de que el periodo más incisivo de la retracción debido a la caída de los precios internacionales se operó entre 1928 y 1932. Las actividades agrícolas y ganaderas, debido a la tierra fértil que por lo general caracteriza a este estado, se encuentra en un estado creciente y muy adelantada respecto a los métodos modernos y científicos con los implementos y maquinarias más recientes, así los principalmente afectados son los agricultores. De los productos más afectados fueron la caída de la soja de casi 600 dólares la tonelada a 300, lo mismo con el precio del trigo y el del maíz.
La caída de otros productos de materias primas como el petróleo bajó 145 dólares el barril a menos de 70 en octubre. La caída de los precios de las materias primas con la retención del 35 % sobre las exportaciones impuesta por el gobierno afectó seriamente la rentabilidad agropecuaria. Argentina se vio en la necesidad en esos años de tomar medidas activas de intervención en la economía para evitar que la crisis del sector derivara en crisis social generalizada. Tales medidas, que deben su autoría intelectual al Ministro de Agricultura, el socialista independiente Antonio Di Tomasso (fallecido en 1933), pueden reseñarse en extensión de los contratos de arrendamientos, en moratorias sobre las deudas hipotecarias, en la creación de “juntas reguladoras” con la aplicación de precios sostén, y en la construcción de elevadores de granos en los principales puertos exportadores.

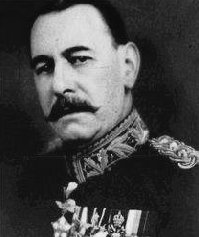
José Félix Uriburu

### Irrupción de la democracia
En el año de 1930, se tuvo la primera irrupción violenta de la democracia en la historia de Argentina, con un contexto suficiente para que esto pasara; entre marzo y diciembre de ese año, en Latinoamérica se realizaron seis golpes de Estado exitosos y cuatro fallidos.
Gracias a estas situaciones existieron muchos cambios en las concepciones políticas que fueron de la mano con la crisis mundial y la redefinición de la división del trabajo.

En el caso argentino, entre 1930 y 1932 el régimen corporativista de José Félix Uriburu creó drásticas medidas represivas para sofocar los intentos de protesta por parte de los trabajadores, ante el profundo deterioro de los salarios y las diferentes condiciones de vida. Al mismo tiempo, los niveles de desempleo aumentaron de manera alarmante y fueron medidos por primera vez en el Censo Nacional de 1932, que registró 87. 223 desocupados en la ciudad de Buenos Aires sobre un total de 333 997 personas sin empleo en todo el país.
Rapoport y Seoane, 2007: pág. 552)

## Efectos de la crisis

### Plan de Acción Económica
El primer efecto de la crisis se manifestó en el sector externo ya que existió una disminución de exportaciones y esto afectó directamente la economía de Argentina, así mismo también las importaciones tuvieron una caída.
Con estos problemas, se crearon medidas para crear un equilibro y se realizó un control de cambios que llevó a pasar del déficit a un superávit e importaciones imprescindibles, estas medidas fueron llevadas a cabo por Federico Pinedo, plan de acción económica de 1933, que se dividió en cuatro partes:

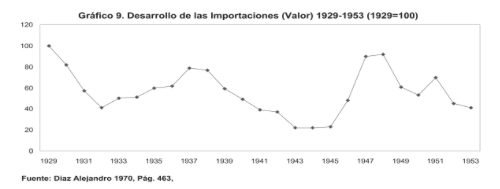
Desarrollo de las importaciones (1929-1953)

1. El mercado cambiario: Devaluación del peso, desdoblamiento entre el mercado oficial y el libre.
2. Regulaciones en los mercados de bienes: Industria se contrapone a la desocupación, realización de juntas de granos, algodón, yerba y carnes,
3. Política monetaria: Se crea el Banco Central, tuvo un gran peso la banca extranjera.La idea central es movilizar los recursos existentes, lo que implicaba la aparición de una solución heterodoxa a la luz de los criterios liberales clásicos que, en general, se adjudican a las fuerzas políticas conservadoras de este período.
4. Política fiscal: Ampliación del gasto público, se deriva la fuente de empleo y aumentó la demanda de automotores y camiones

El Plan analiza, también, los medios de financiar tanto la construcción como la industria. El Banco Central captaría fondos, “... disponibilidades que aporten los bancos al Banco Central y que éste transforma en recursos a plazos intermedios y largos...” (“El plan de reactivación...”: Cap. II, 1.24) mediante un organismo especial para operar estos financiamientos.
El tema de la reactivación industrial se apoya centralmente en la sustitución de importaciones a través de un sistema proteccionista además de una política de financiamiento que, mediante “la cooperación entre el Banco Central, los bancos de la plaza y el mercado financiero”, permitiera a “las industrias solventes” disponer de recursos a plazos intermedios “... que podrán llegar a los quince años en casos excepcionales y a tipos de interés tan bajos como sea posible...” (“El plan de reactivación...”: Cap. I, 4.11). Es importante destacar que en la cuestión de la relación exportaciones- importaciones el proyecto introdujo una propuesta que podríamos compararla con un esbozo -embrionario y latente- del actual MERCOSUR (“El plan de reactivación...”: Cap. I, 4.13). Cuando se inicia la década del ́40 surgen iniciativas en gobiernos tendientes a configurar una Unión Aduanera.
En resumen el Banco Central “... propondría a los bancos tomar a su cargo parte de la responsabilidad de sus depósitos más estables a cambio del efectivo correspondiente, sin modificar por supuesto en lo mínimo la relación de cada banco con sus propios depositantes” (“El plan de reactivación...”: Cap. II, 1.20).
Debido a la crisis económica de 1929 - 30 al país se le cierran las principales exportaciones y fuentes de divisas.        	Los precios de las importaciones cayeron con menor rapidez, lo que para la Argentina significó un grave deterioro de los precios de las exportaciones con respecto a los de las importaciones. Esto dio como resultado una importante reducción de la capacidad importadora del país y, en consecuencia, una fuerte caída en el nivel de las importaciones. Por ello se hace necesario un cambio del enfoque, concentrándose en el mercado interno más que en el intercambio con el exterior. El estado comienza de manera tímida a ejercer un rol más activo en la economía, interviniendo en los mercados monetarios y de préstamos, fijando mayores aranceles y cupos a las importaciones, y actuando como motor de la demanda.
También se forman algunas empresas estatales con estos estímulos se comienzan a canalizar los esfuerzos del sector privado a la producción de bienes de consumo industriales y alejándose algo de la inversión agrícola. Con el triunfo del peronismo en 1946 se produce un boom de industrialización, solamente frenado por la necesidad de generar divisas para la adquisición de bienes de capital para la industria. Se produce en esta etapa una integración de las clases más bajas al consumo, debido a la política redistributiva del gobierno de Perón, lo que dinamiza aún más la actividad industrial. El auge de este desarrollo fue la carencia de industrias pesadas y la carencia de recursos energéticos de manera suficiente, por ello se daban ciclos de crecimiento con aumento del poder adquisitivo del salario, lo que llevaba a una mayor demanda de insumos importados para la industria, lo cual traía aparejada con el tiempo una crisis y una ajuste del tipo de cambio lo cual provocaba inflación y caída del salario real, hasta alcanzar un nuevo equilibrio y una nueva etapa de expansión. La influencia de Inglaterra como potencia distribuidora de capitales disminuye sensiblemente, tomado su lugar Estados Unidos.
Las nuevas industrias se concentraron sobre todo en la zona del litoral por lo que el estado interviene activamente para desarrollar otras zonas como Córdoba. Un instrumento de desarrollo y paliativo de la carencia de industria pesada fue la creación de Fabricaciones Militares que producían insumos básicos como hierro y acero, ácido sulfúrico, armamentos, etc. También tenemos el desarrollo de YPF como productora de Petróleo y como generadora de negocios para sus proveedores de insumos, aunque no llegaba a colmar las necesidades energéticas del país. La actividad sindical pasa en la etapa peronista a ser absorbida por este movimiento con diferentes matices, el estado pasa a regular las relaciones obrero patronales para enmarcarlas en los convenios colectivos de trabajo que persisten hasta la actualidad, para asegurar la cooperación mutua. Luego del golpe del 55 el peronismo es proscripto, y se abre la economía a algunas inversiones extranjeras, lo que ya había comenzado a insinuarse en la segunda presidencia de Perón. En los años 60 se logra desarrollar los complejos metalmecánicos y petroquímicos para abastecer a la industria liviana. Estos años son de conflicto debido a la lucha peronista para poder volver al gobierno, lo cual se consigue en el 73. Esta es una época signada por la violencia política y además estalla una crisis petrolera internacional que afecta a la economía mundial. En 1976 se produce un golpe de Estado en Argentina que instaura un nuevo modelo económico.

### El pacto Roca Runciman
Este pacto fue una de las primeras medidas que se llevó a cabo para resolver el problema traído por el abandono del patrón de oro y por el descenso de la demanda de carne.
En medio de una crisis a nivel mundial, con caída de las exportaciones, escasez de dinero, desocupación y falta de inversión, las grandes potencias entraban en un programa extremadamente proteccionista, con el fin de rescatar sus industrias y su comercio. En julio de 1932 Inglaterra instrumentará sus políticas proteccionistas a gran escala. Y así, reunidos en Ottawa los representantes de la comunidad de naciones británicas, deciden gravar con altos impuestos a los productos extranjeros y a toda producción que viniera de fuera de los límites del Imperio. Con este plan, los países que mantenían comercio con Inglaterra en calidad de proveedores de materias primas, pasarían a un segundo plano y verían reducidas sus ventas. El tratado contemplaba el mantenimiento de la cuota de carne (es decir: la cantidad de carne que Inglaterra compraría a Argentina), pero entregaba el manejo financiero y el crédito a manos inglesas.
También las compañías británicas estarían protegidas y beneficiadas por descuentos, exenciones impositivas, etc. Es por ello que la Sociedad Rural Argentina comenzó a presionar al gobierno de Justo para que realizara un convenio que pudiera permitir a los ganaderos locales continuar situados en el mercado británico, el gobierno envió a Julio Roca a Inglaterra para a través de un convenio mantener la cuota de carne. Ambos sectores tenía interés en la celebración de un pacto, por un lado estaban los argentinos que querían mantener la cantidad de ventas y los británicos que querían mandar las ganancias de sus empresas al exterior, sin embargo la firma del pacto Roca Runciman el 1º de mayo de 1933, no dejó muchas ventajas para Argentina, ya que el pacto aseguraba un 10 % de ventas menor que la de 1928 y a cambio se aseguraba un trato afabilidad sobre las inversiones británicas, además de que los aranceles a las importaciones no aumentaran.

### Período Agroexportador
Con la llamada Conquista del desierto se logró integrar al país grandes extensiones de tierras arrebatadas de las poblaciones aborígenes que fueron derrotadas. A partir de 1880 el modelo económico pasa a ser el de grandes estancias productoras de productos exportables como carne y granos. El país tiene fuertes lazos comerciales con Inglaterra que pasa a ser el principal financista e inversor en el país, especialmente en los ferrocarriles que se extienden a casi todas las provincias convergiendo en Buenos Aires y Rosario que actúan como puertos exportadores de los productos agrarios. La mayoría de los productos industriales son importados, pero ya se comienzan a formar algunas industrias livianas que no incorporan demasiada tecnología, sobre todo en áreas como alimentos, bebidas, materiales para la construcción, jabón, tabaco y algunas textiles.
La expansión económica provocó una carencia de mano de obra y en este periodo se produce una gran afluencia de inmigrantes europeos, sobre todo españoles e italianos que se concentraron en las zonas del litoral sobre todo. La élite económica estaba formada por los grandes propietarios de tierras que eran anglófilos y liberales. Este modelo de economía tenía sus altibajos y se produjeron crisis como la de 1890 producto del alto endeudamiento. Estas crisis estallan cuando había algún deterioro en los términos de intercambio, o cuando el Banco de Inglaterra incrementa sus tasas de interés, encareciendo el financiamiento, provocando un retiro de los capitales invertidos. A principios del siglo XX comenzaron a formarse organizaciones sindicales de extracción anarquista en muchos casos, influenciadas por las ideologías con las que vienen los inmigrantes europeos, aunque estos movimientos fueron en muchos casos reprimidos en forma sangrienta, estas luchas igualmente consiguieron algunas reivindicaciones. Durante la Primera Guerra Mundial se produce un periodo de crecimiento de la industria debido al faltante de productos importados